# Andrei Rublev
Andrei Rublev, em russo Андре́й Рублёв, (1360 ou 1370 — 1427 ou 29 de janeiro de 1430) é considerado o maior pintor russo de ícones, afrescos e miniaturas para iluminuras. Há pouca informação sobre sua vida. A primeira menção de Rublev é em 1405, quando decorou os ícones e afrescos da Catedral da Anunciação no Kremlin em Moscou. 
Na arte de Rublev duas tradições se combinam: a mais alto ascetismo e a harmonia clássica das maneiras Bizantinas. As personagens em suas pinturas são sempre calmas e pacíficas. Mais tarde, sua arte se tornou o ideal quando se fala em pintura de igrejas e arte icônica.  
Rublev foi canonizado em 1988 pela Igreja Ortodoxa Russa.

## Representação na mídia
Em 1966, na União Soviética, o diretor Andrei Tarkovsky dirigiu um filme sobre a vida do iconografista Andrei Rublev. A película Andrei Rublev conta com o ator russo Anatoliy Solonitsyn no papel principal, a película em preto-e-branco traz representações da Rússia durante a Idade Média, bem como os conflitos existentes na época. Tem duração de 206 minutos. 
O filme participou do Festival de Cannes de 1969 e é tido como uma das melhores películas de arte pelo jornal britânico The Guardian.

### Obras selecionadas

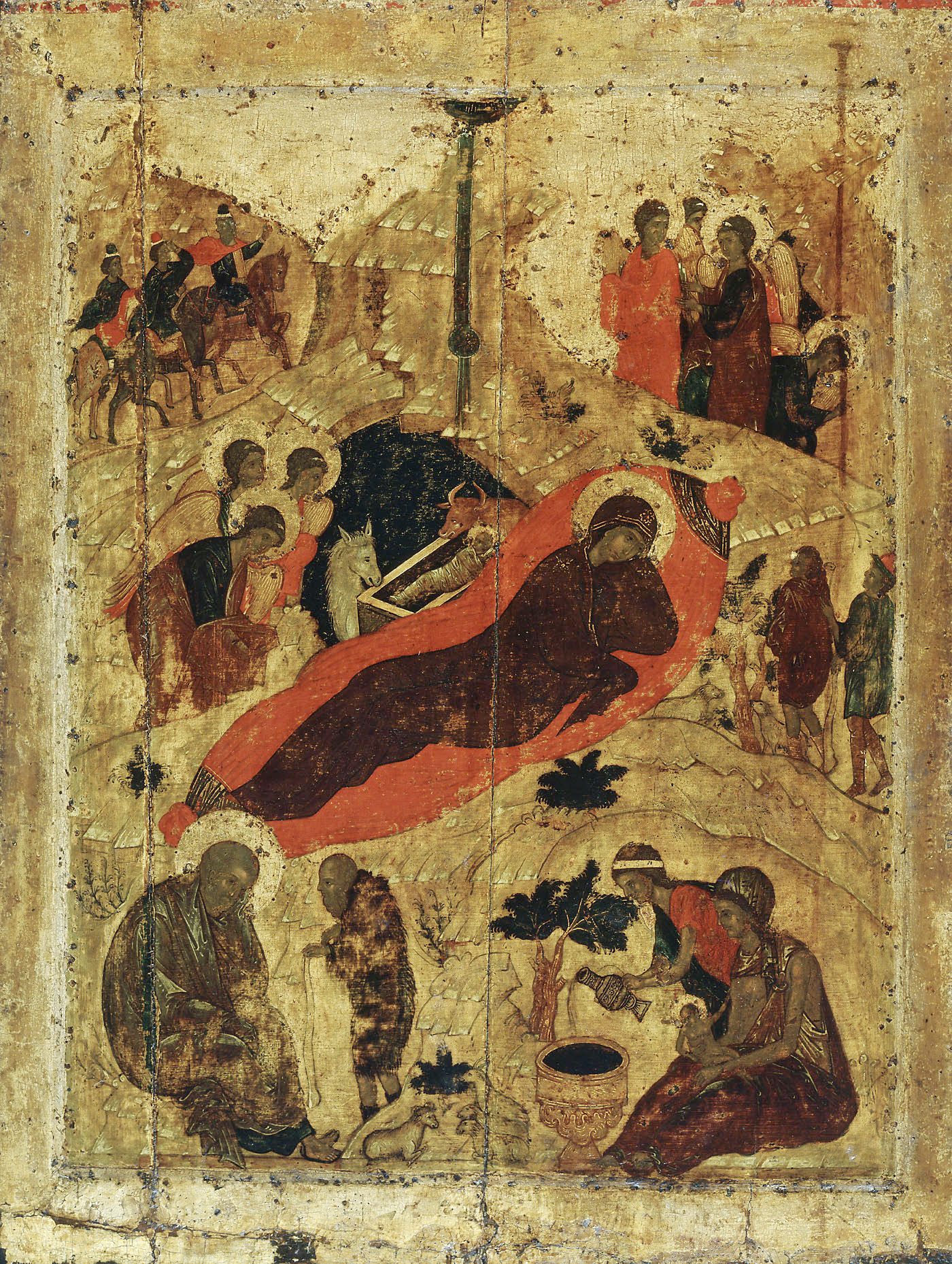
Natividade de Jesus, 1405
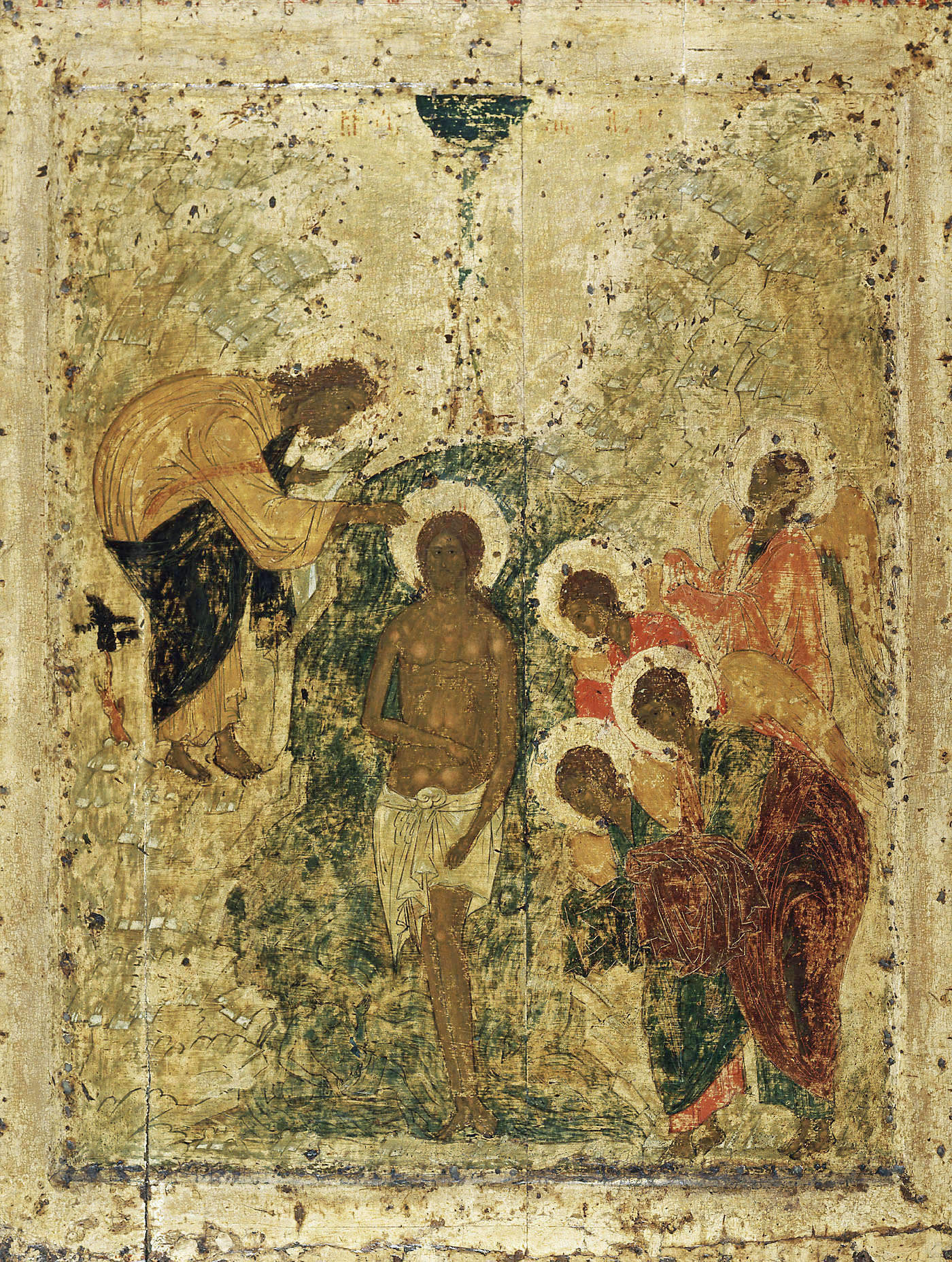
Baptismo, Catedral da Anunciação 1405
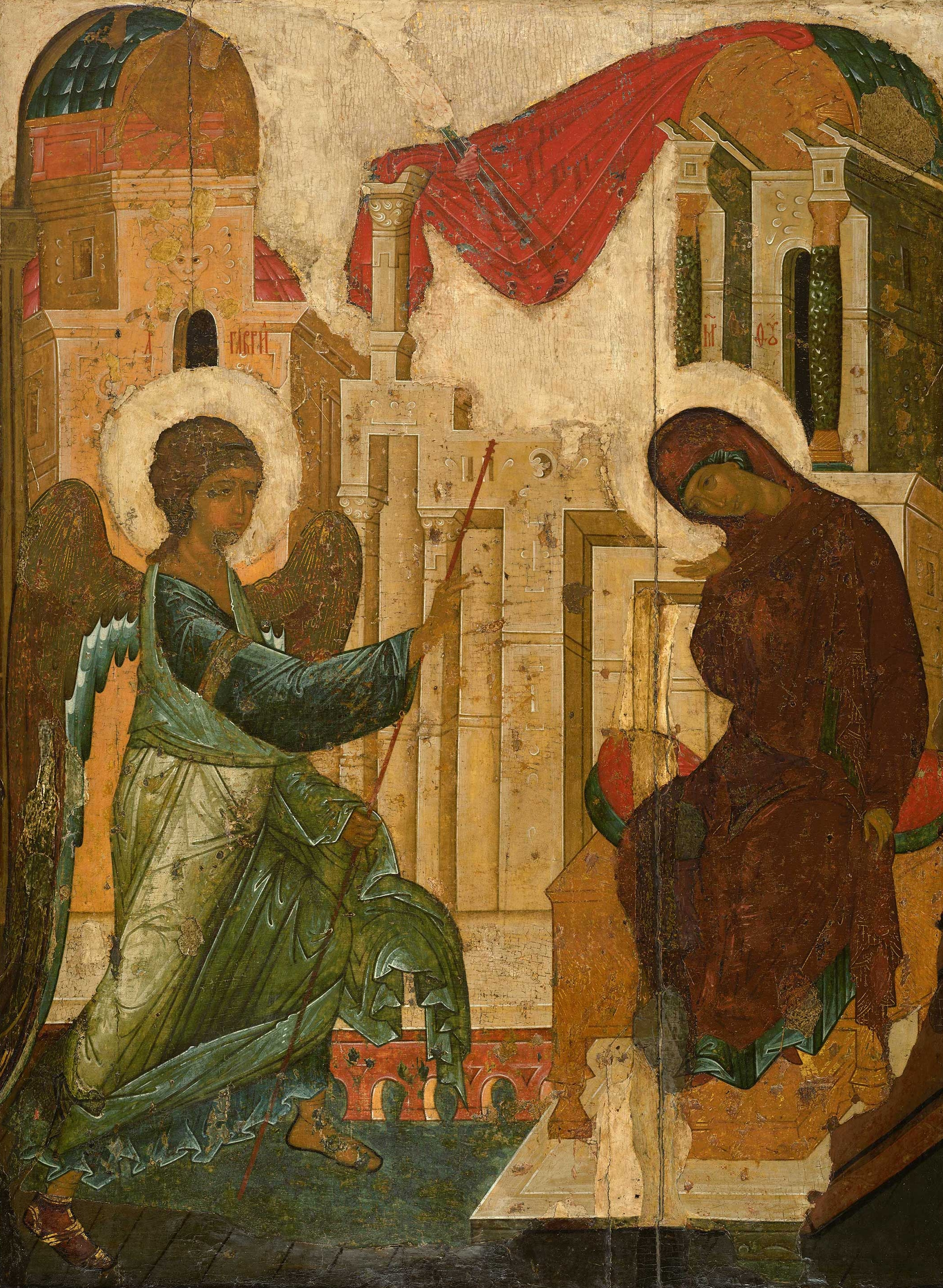
Anunciação , Catedral da Anunciação 1405
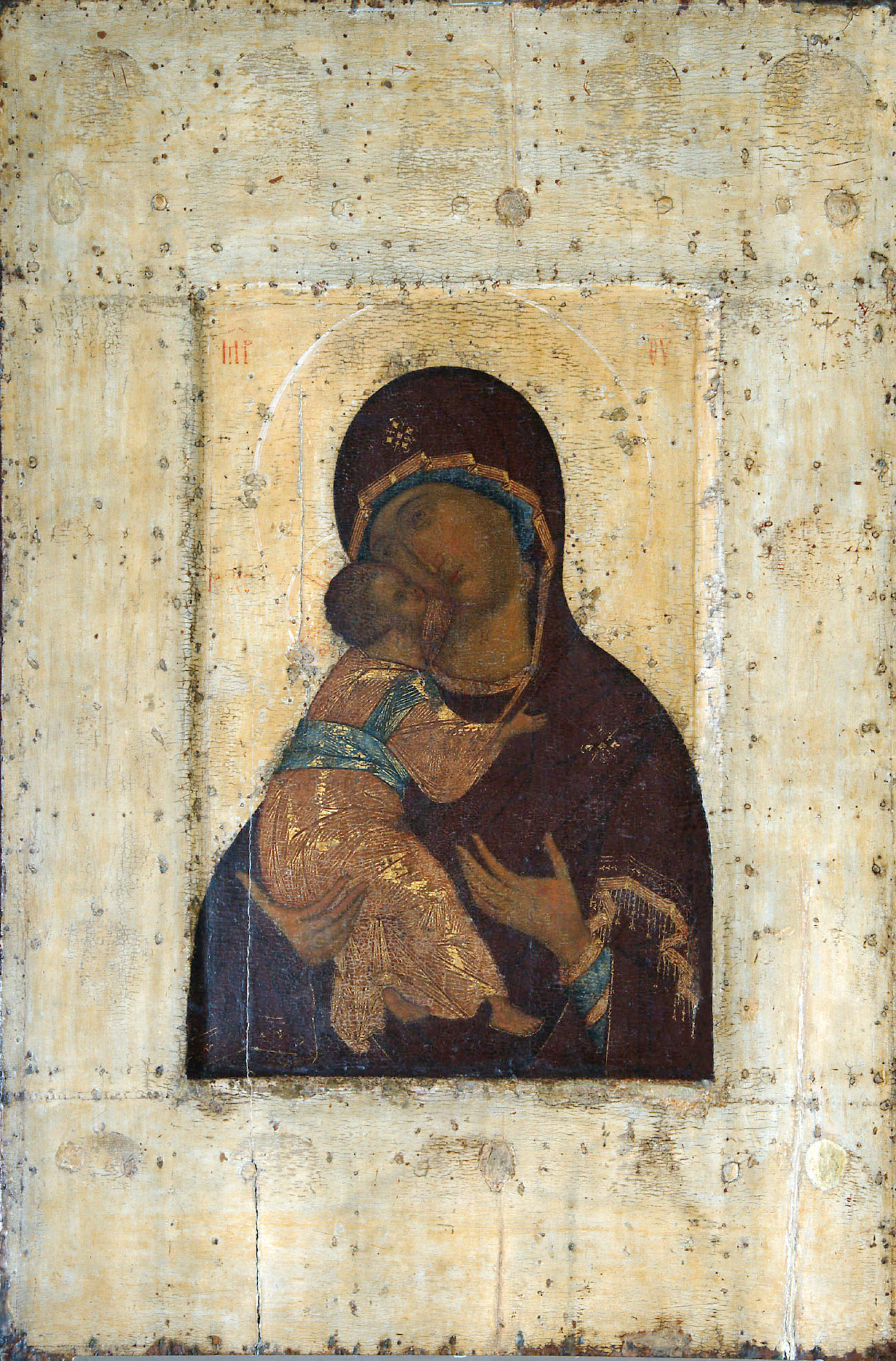
Teótokos de Vladimir c. 1405
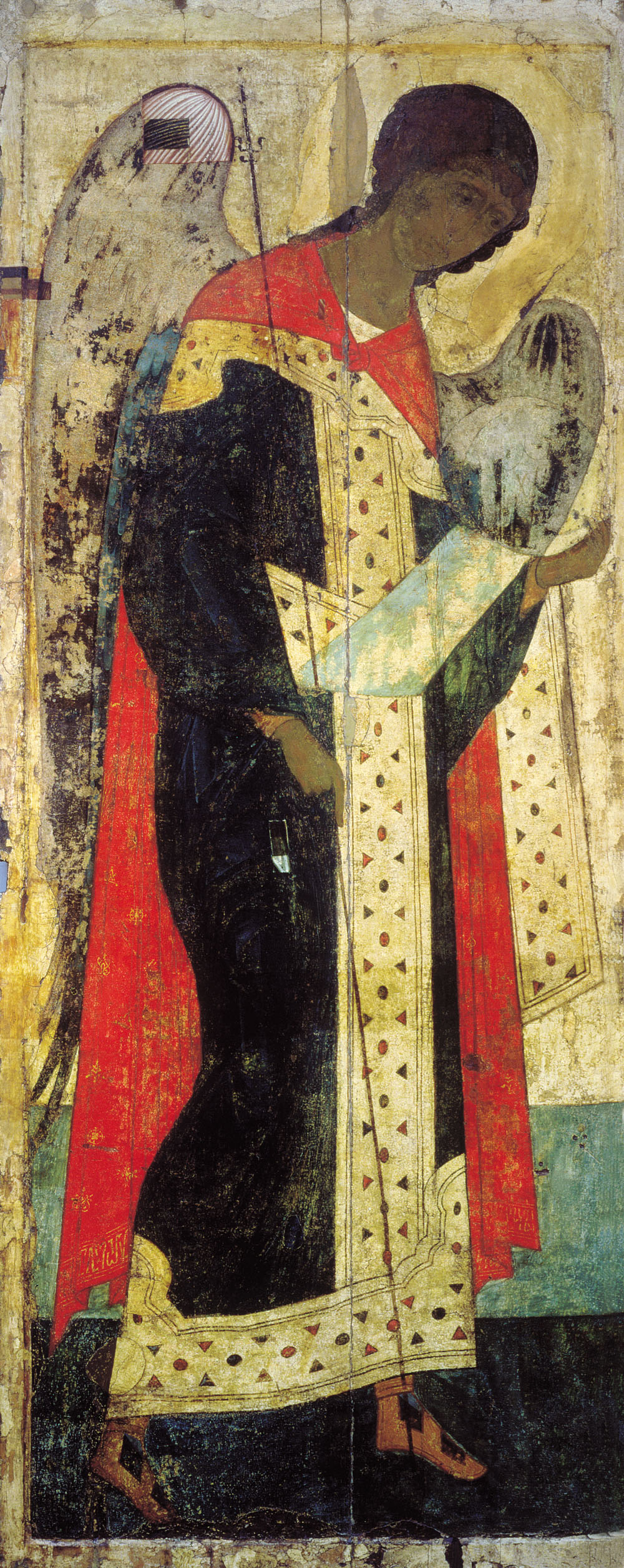
São Miguel, 1408
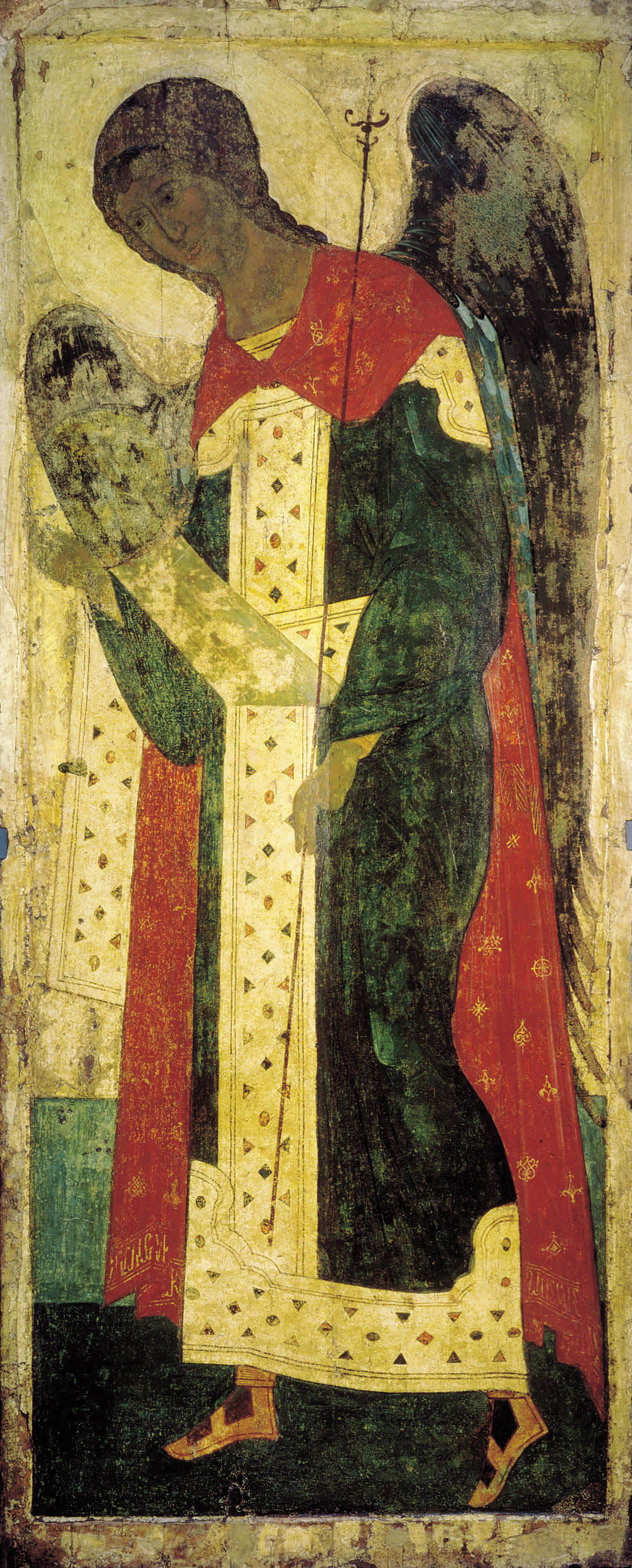
Gabriel, Catedral da Assunção em Vladimir, 1408
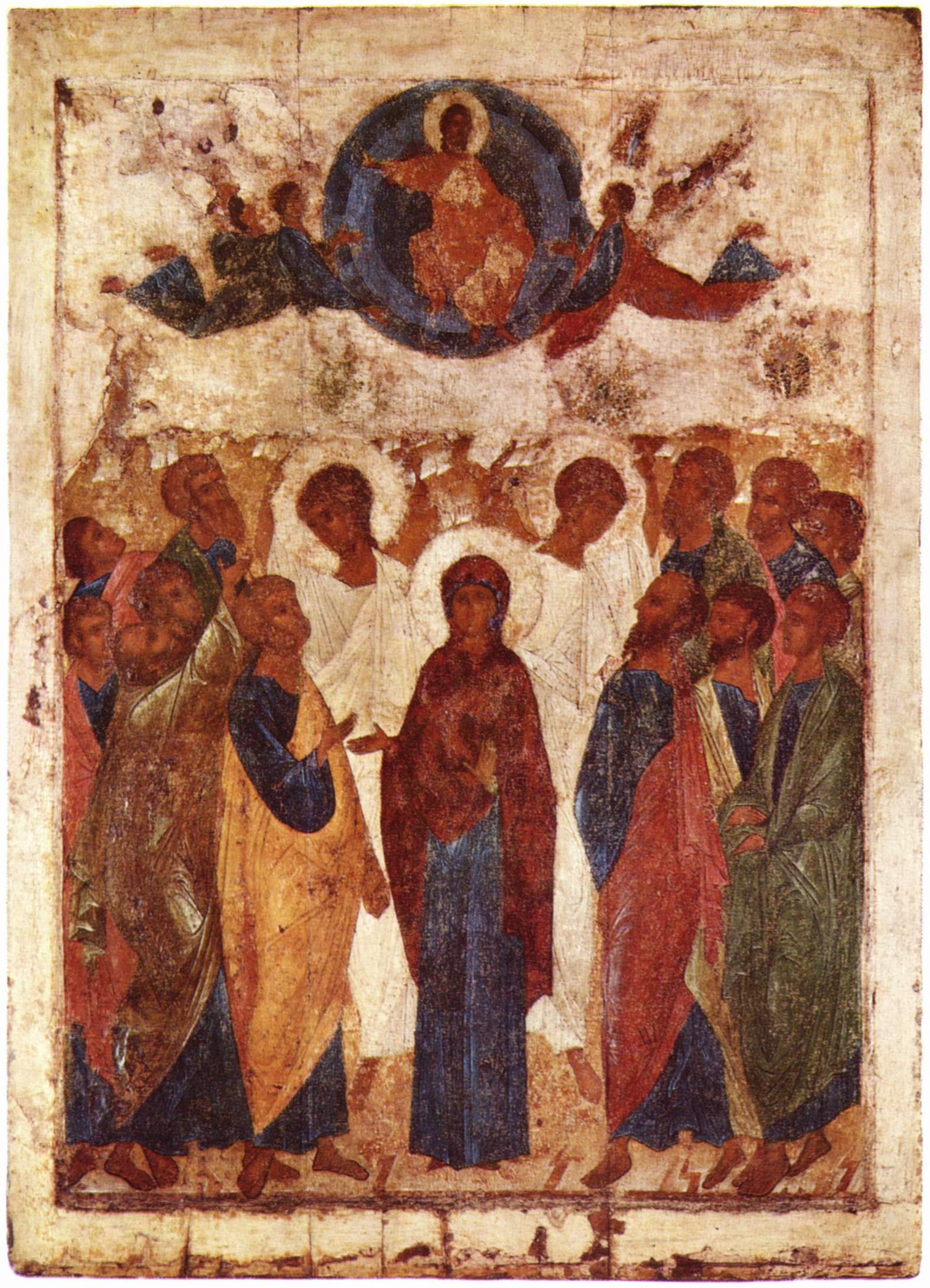
Ascensão de Cristo c. 1408
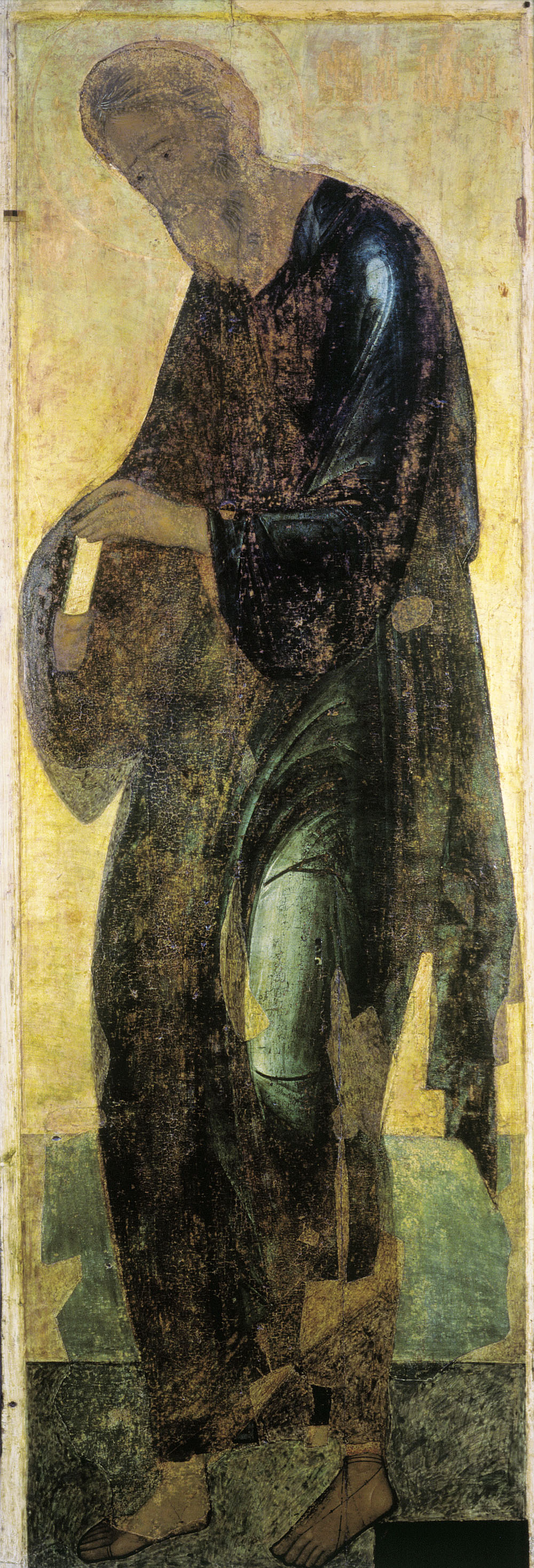
Santo André, 1408
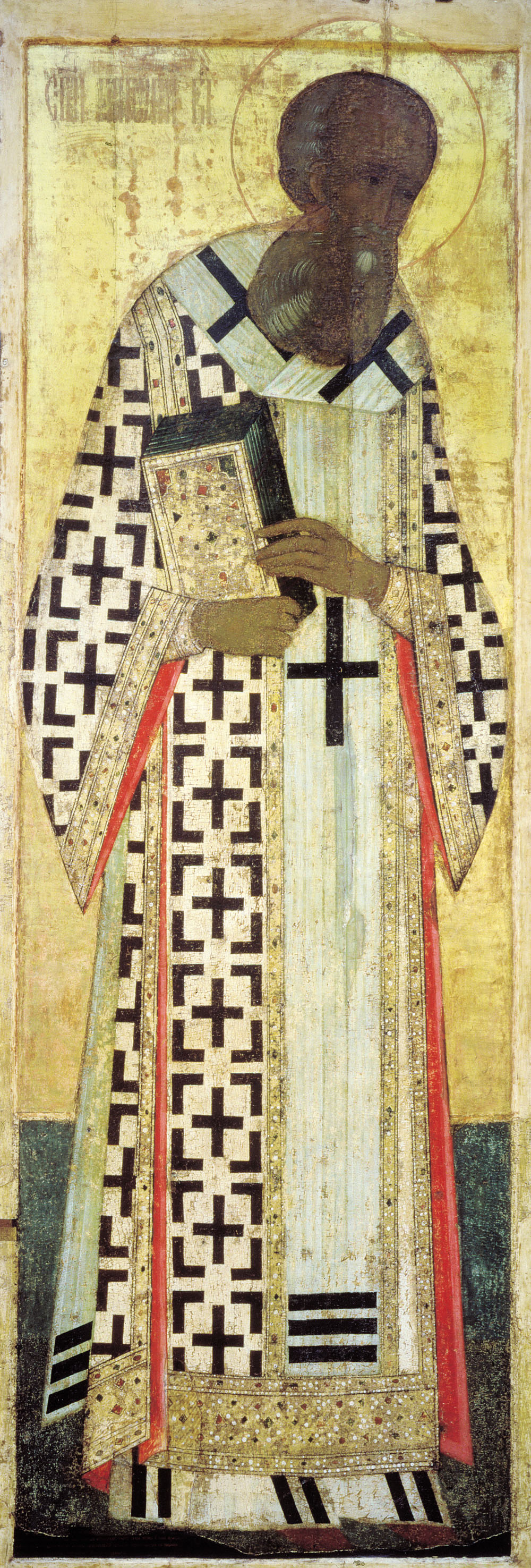
São Gregório Teólogo, 1408
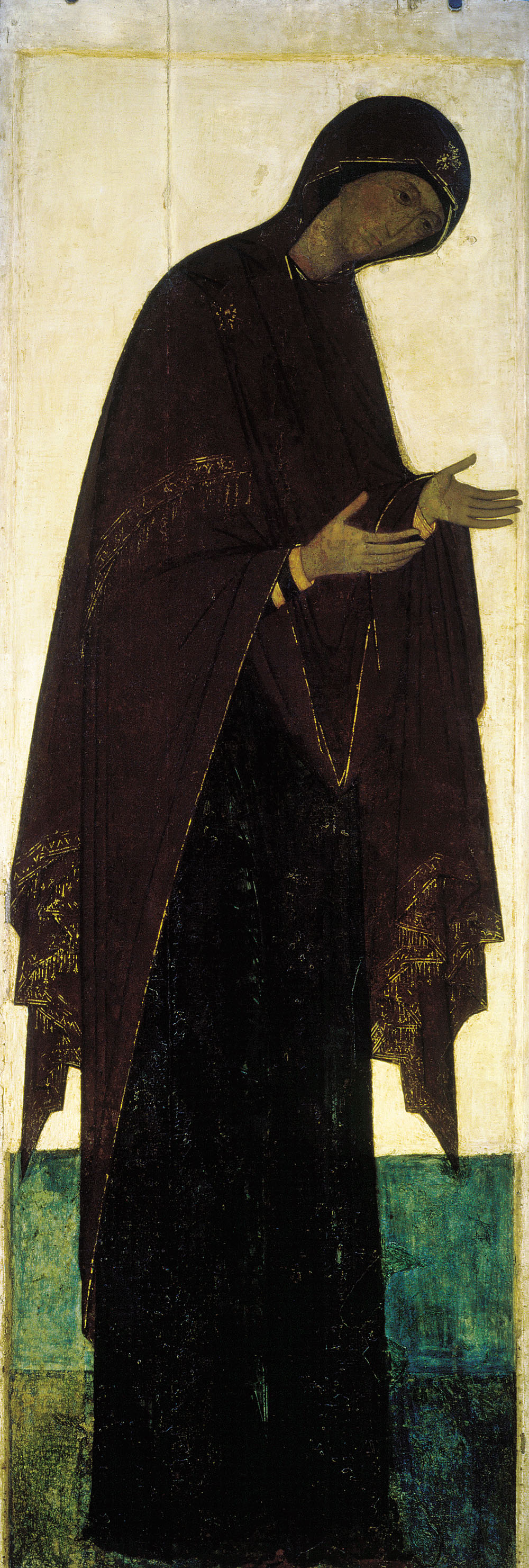
Teótokos, 1408
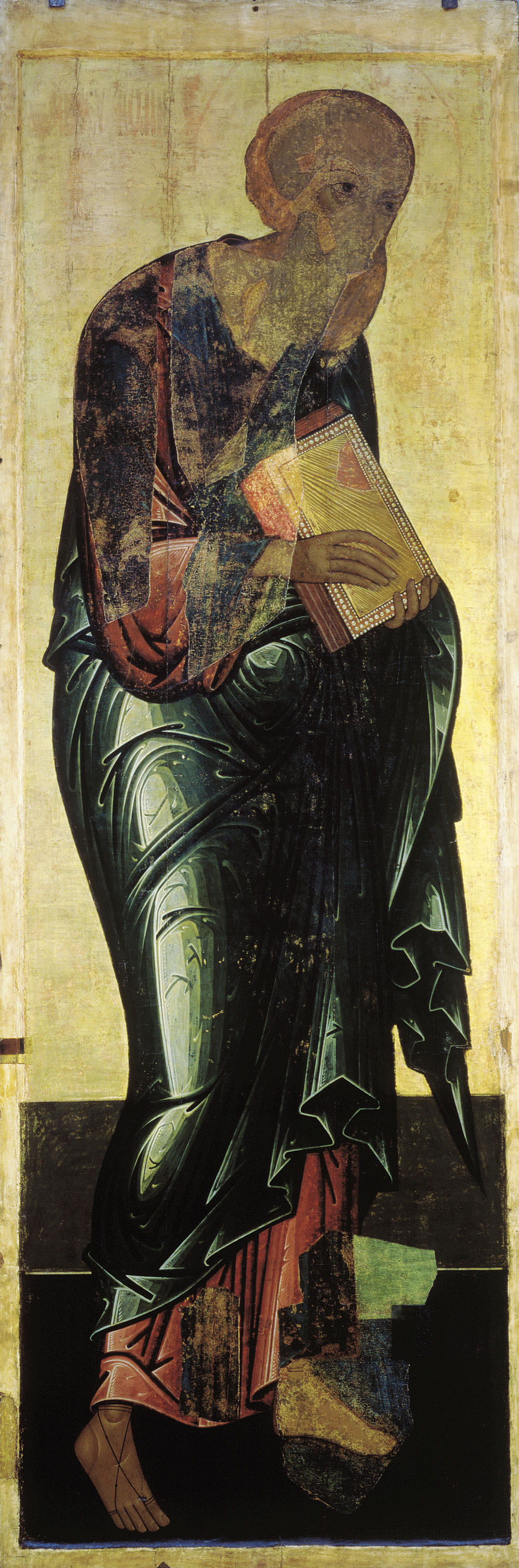
João Evangelista, 1408
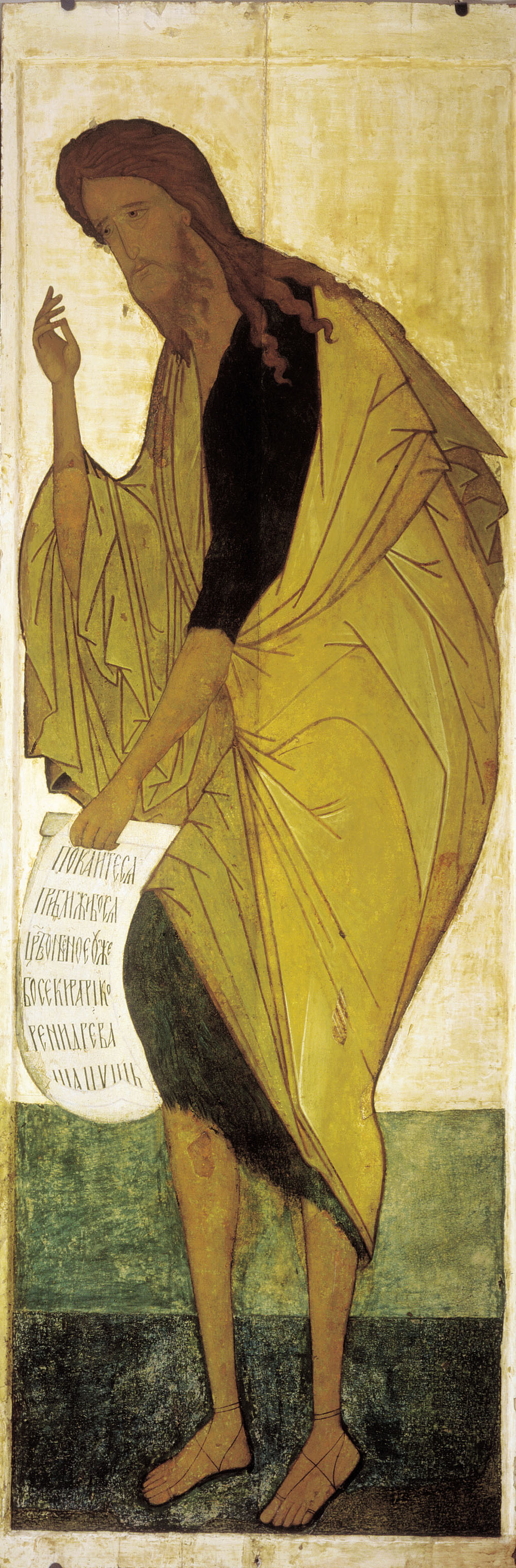
João Batista, 1408